# ثورنبری، ویکتوریا
ثورنبری (به انگلیسی: Thornbury) یک منطقهٔ مسکونی در استرالیا است که در ویکتوریا (استرالیا) واقع شده‌است.